# El Monte de Sión
El Monte de Sión är en ort i Mexiko.   Den ligger i kommunen San Cristobal De Casas och delstaten Chiapas, i den sydöstra delen av landet, 800 km öster om huvudstaden Mexico City. El Monte de Sión ligger 2 394 meter över havet och antalet invånare är 178.
Terrängen runt El Monte de Sión är huvudsakligen kuperad, men åt sydväst är den bergig. Runt El Monte de Sión är det ganska tätbefolkat, med 90 invånare per kvadratkilometer. Närmaste större samhälle är San Cristóbal de las Casas, 12,7 km nordväst om El Monte de Sión. I omgivningarna runt El Monte de Sión växer huvudsakligen savannskog.